# Salminopsidae
Salminopsidae é uma família de peixes actinopterígeos pertencentes à ordem Characiformes.